# サイクルカー

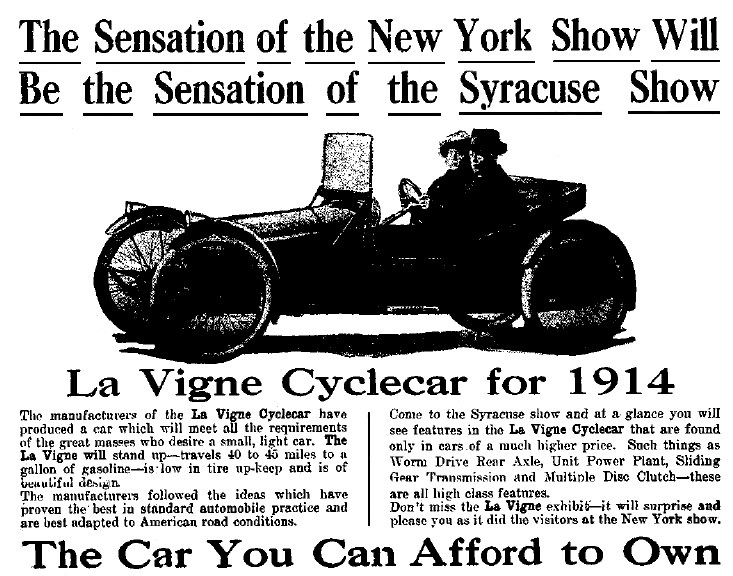
1914 La Vigne cyclecar advertisement.

サイクルカー(Cyclecar)とは主に1910年から1920代後半頃まで作られていた、小型で安価な乗用車である。

## サイクルカーの登場
1898年から1910年まで、自動車生産は急速に拡大した。当時の軽量乗用車はボワチュレットと呼ばれた。より小型のサイクルカーは1910年頃に現れ、第一次世界大戦の勃発の直前にブームとなった。サイクルカーとしてよく売れた初期の車にはフランスのBédélia(1910-1925)や英国のG.N.がある。

## 一般的な定義
サイクルカーは単気筒、あるいはV型2気筒、またはまれに4気筒のエンジンを載せていた。多くは空冷だった。これらのエンジン、ギアボックスなどのそのほかのコンポーネントは多くがモーターサイクル（オートバイ）で使われていたものを流用していた。サイクルカーは軽量ボディで、モーターサイクルと乗用車の中間の位置づけである。前後で2座席というものもある。乗り心地や天候への備えは最低限とされていた。エンジンパワーを駆動輪に伝えるレイアウト方法もさまざまで、たとえば、「ベルト駆動」や「チェーン駆動」などが用いられ、またディファレンシャルを使わないですむように後輪一輪というものもあった。
サイクルカーが流行したのは、直接的には軽量小型エンジン乗用車に対する登録料金および年間ライセンス料金に対する税金が割安だったためである。フランスでは、たとえば、350kg以下の重量であれば料率の低いクラスとなった。
「Federation Internationale des Clubs Moto Cycliste」が1912年12月14日に会合を開き、英国、カナダ、米国、フランス、オランダ、ベルギー、イタリア、オーストリア、ドイツがサイクルカーの国際区分を正式決定している。その会合では以下の2区分が決定された。
(i) ラージクラス(Large class)
- 最大重量 350 kg
- 最大エンジン排気量 1100 cc
- 最低タイヤ・セクション(*1) 60 mm

(ii) スモールクラス(Small class)
- 最低重量 150 kg
- 最大重量 300 kg
- 最大エンジン排気量 750 cc
- 最低タイヤ・セクション 55 mm

*1 セクション：タイヤ内のチューブの太さ
サイクルカーにはクラッチと変速ギアが必須とされた。この要求仕様にはプーリーを利用しスリップベルトをクラッチとして用いて直径の異なるプーリーによってギアレシオを変えるような単純な装置でも可とされた。

## スポーツカーとサイクルカー
サイクルカーの中にはアミルカー(Amilcar：仏1921-1939)、Major、サルムソン(Salmson：仏)のようにスポーツカーと呼ばれるような操縦性能を持っていた車があった。アミルカーのグランスポーツはヒルクライムやマイナーレースで102回の優勝を勝ち取った。サルムソンは20年代フランスのスポーツカーで成功した会社である。
サイクルカーによるレースも企画され、最初のイベントとしてはフランス自動車クラブ(ACF)がおこなった1913年のレース、および1920年のル・マンでのサイクルカーGPがある。

## サイクルカーの衰退
1920年代初期にはサイクルカーは大変流行していた。一方、大量生産自動車メーカーのフォードなどは販売価格をより下げることができた。企業としては弱小だったサイクルカーメーカーの足元が見られていた。同じように安価な乗用車として欧州ではモーリス カウレー(1915-1935)、シトロエン 5CV(1922-1926)やオースチン 7(1922–1939)が登場しサイクルカーを駆逐した。
サイクルカー・ブームは終わり主要なサイクルカーメーカーは会社を閉じた。Chater-Leaのようにモーターサイクルに戻って生き残った会社もある。
その後、第二次世界大戦後に小型で経済的な乗用車が再び求められ新たなメーカー群が現れた。サイクルカーという名称は復活せず、それらの車両を指してこんにちでは主としてマイクロカーと呼ばれ、その中でも容積効率を追求したまるっこい形態のものをバブルカーと呼んでいる。

## 書籍
- 'From Cyclecar to Microcar - The Story of the Cyclecar Movement'. Author - Michael Worthington-Williams. Publisher Beaulieu Books 1981.
- 'Minimal Motoring - From Cyclecar to Microcar'. Author - David Thirlby. Publisher Tempus Publishing Ltd ISBN 0-7524-2367-3, 2002.